# Noctuoidea
Noctuoidea,  nadporodica leptira u falangi Ditrysia koja se sastoji od osam porodica. Ime dobiva po najvažnijoj porodici sovice ili Noctuidae

## Porodice
- Porodica Notodontidae Stephens, 1829
- Porodica Noctuidae Latreille, 1809
- Porodica Lymantriidae Hampson, 1893
- Porodica Pantheidae
- Porodica Nolidae Hampson, 1894
- Porodica Arctiidae Leach, 1815
- Porodica Doidae
- Porodica Oenosandridae